# الطاقة النووية في إسبانيا

زادت مساهمة الطاقة النووية الإسبانية حتى عام 1988 وبقيت ثابتة ,بعد ذلك انخفضت حصتها في السوق مع ارتفاع الطلب.
الأحفوري الحرارية
الطاقة الكهرومائية
نووي
مصادر الطاقة المتجددة الأخرى

الطاقة النووية في إسبانيا يوجد في إسبانيا خمس محطات طاقة نووية نشطة مع سبعة مفاعلات تنتج 21 ٪ من الكهرباء في الدولة اعتبارا من عام 2013.

## نبذة
سنّت الحكومة الاشتراكية الطاقة النووية في عام 1983 ولبعض الوقت كانت لدى الدولة سياسة التخلص التدريجي من الطاقة النووية لصالح مصادر الطاقة المتجددة. انتهى الأمر في عام 1997 ولكن لم تهتم أي شركة عامة أو خاصة ببناء محطات نووية جديدة.
أقدم محطة هي محطة خوسيه كابريرا للطاقة النووية وأغلقت في نهاية عام 2006 تقريبا بعد 40 سنة من بنائها.
في ديسمبر 2012 تم إغلاق محطة جارونا حيث رفعت الحكومة الحد الأقصى وهي 40 عام على جميع المفاعلات.